# Zemsta mnicha
Zemsta mnicha (ang. Kung Fu Killer) – amerykańsko-kanadyjski film akcji z 2008 roku w reżyserii Phillipa Spinka.

## Obsada
- David Carradine − Crane (Biały Żuraw)
- Daryl Hannah − Jane
- Kay Tong Lim − Khan
- Cheng Pei-pei − Myling
- Christian Lee − Tong Ho
- James Taenaka − Bingo